# 목샤어 위키백과

목샤어 위키백과는 목샤어로 운영되는 위키백과 언어판이다. 2007년 9월 28일에 시작되었다. 기호는 mdf이다.